# Typhoons (singolo)
Typhoons è un singolo del gruppo musicale britannico Royal Blood, pubblicato il 21 gennaio 2021 come secondo estratto dall'album omonimo.

## Descrizione
Il brano prosegue la nuova direzione stilistica del duo iniziata con il precedente singolo Trouble's Coming, pur mantenendo le loro tipiche sonorità hard rock:
(Mike Kerr)
Il testo, interamente scritto da Kerr, riunisce molte delle tematiche affrontate nell'album, in particolar modo quella del perdersi nei propri pensieri.

## Promozione
Il singolo è stato annunciato dal gruppo il 15 gennaio 2021, venendo pubblicato per il download digitale e per lo streaming il 21 dello stesso mese. Il 22 gennaio è stato inoltre reso disponibile nel formato 7".

## Video musicale
Il video musicale, diretto da Quentin Deronzier e girato a Londra, è stato pubblicato il 28 gennaio 2021 attraverso il canale YouTube del gruppo e mostra questi ultimi eseguire il brano in cima a un palazzo mentre una marea di fan accorrono a vederli.

## Tracce
Testi di Mike Kerr, musiche dei Royal Blood.
1. Typhoons – 3:56

## Formazione
Gruppo
- Mike Kerr − basso, voce, tastiera, cori
- Ben Thatcher − batteria, percussioni

Produzione
- Royal Blood − produzione
- Matt Wiggins − ingegneria del suono
- Marcus Locock − assistenza tecnica
- Matty Green − missaggio
- Joe LaPorta − mastering

## Successo commerciale
Pur debuttando al 63ª posizione della Official Singles Chart, nel Regno Unito Typhoons è risultato il singolo fisico più venduto della settimana, nonché il secondo tra i brani rock e metal acquistati, dietro soltanto a Don't Stop Me Now dei Queen.

## Classifiche
| Classifica (2020/21)          | Posizione massima |
| ----------------------------- | ----------------- |
| Belgio (Fiandre)              | 68                |
| Regno Unito                   | 63                |
| Regno Unito (rock & metal)    | 2                 |
| Stati Uniti (alternative)     | 20                |
| Stati Uniti (hard rock)       | 11                |
| Stati Uniti (mainstream rock) | 9                 |
| Ungheria                      | 5                 |